# Asu wa kuru kara
Asu wa kuru kara (jap. 明日は来るから) – czwarty singel południowokoreańskiego zespołu TVXQ, wydany w Japonii 8 marca 2006 roku przez Rhythm Zone. Został wydany w dwóch edycjach: limitowanej CD+DVD oraz regularnej CD. Osiągnął 22 pozycję w rankingu Oricon i pozostał na liście przez 7 tygodni, sprzedał się w nakładzie 10 816 egzemplarzy w Japonii i 21 596 w Korei Południowej.
Tytułowy utwór został użyty jako 17 ending anime One Piece. „The way U are” jest japońską wersją koreańskiego singla o tym samym tytule.

## Lista utworów

### CD
| CD | CD                                                            | CD                        | CD                            | CD             | CD      |
| Nr | Tytuł utworu                                                  | Tekst                     | Kompozycja                    | Aranżacja      | Długość |
| -- | ------------------------------------------------------------- | ------------------------- | ----------------------------- | -------------- | ------- |
| 1. | „Asu wa kuru kara” (jap. 明日は来るから)                      | Takeshi Senoo, Mai Osanai | Senoo Takeshi                 | K-Muto         | 5:14    |
| 2. | „The way U are -Japanese ver.-”                               | Hiroshi Yamada            | Daniel Pandher, Robert Zuddas | Hwang Seong-je | 3:28    |
| 3. | „Asu wa kuru kara” (jap. 明日は来るから) (Vocal & Piano ver.) | Takeshi Senoo, Mai Osanai | Senoo Takeshi                 | K-Muto         | 2:37    |
| 4. | „Asu wa kuru kara” (Less Vocal)                               |                           | Senoo Takeshi                 | K-Muto         | 5:14    |
| 5. | „The way U are -Japanese ver.-” (Less Vocal)                  |                           | Daniel Pandher, Robert Zuddas | Hwang Seong-je | 3:28    |

### CD+DVD
| CD | CD                                           | CD                        | CD                            | CD             | CD      |
| Nr | Tytuł utworu                                 | Tekst                     | Kompozycja                    | Aranżacja      | Długość |
| -- | -------------------------------------------- | ------------------------- | ----------------------------- | -------------- | ------- |
| 1. | „Asu wa kuru kara” (jap. 明日は来るから)     | Takeshi Senoo, Mai Osanai | Senoo Takeshi                 | K-Muto         | 5:14    |
| 2. | „The way U are -Japanese ver.-”              | Hiroshi Yamada            | Daniel Pandher, Robert Zuddas | Hwang Seong-je | 3:28    |
| 3. | „Asu wa kuru kara” (Less Vocal)              |                           | Senoo Takeshi                 | K-Muto         | 5:14    |
| 4. | „The way U are -Japanese ver.-” (Less Vocal) |                           | Daniel Pandher, Robert Zuddas | Hwang Seong-je | 3:28    |

| DVD | DVD                                                   | DVD     |
| Nr  | Tytuł utworu                                          | Długość |
| --- | ----------------------------------------------------- | ------- |
| 1.  | „Asu wa kuru kara” (jap. 明日は来るから) (Video Clip) |         |
| 2.  | „Interview”                                           |         |